# Панфилово (Алтайский край)
Панфилово — село в Калманском районе Алтайского края России. Входит в состав Новоромановского сельсовета.

## История
Панфилово было основано в 1875 году. В 1893 году в деревне Ново-Панфилова, относившейся к Шадринской волости Барнаульского уезда, имелось 133 крестьянских двора и проживало 875 человек (450 мужчина и 425 женщин). Действовало питейное заведение.
По состоянию на 1911 год село Панфиловское включало в себя 205 дворов. Население на тот период составляло 1494 человека. Действовали церковь, училище Министерства внутренних дел и маслодельный завод. Село входило в состав Черемновской волости Барнаульского уезда.
В 1926 году в селе имелось 390 хозяйств и проживало 2173 человека (1028 мужчин и 1145 женщин). Функционировали школа I ступени, изба-читальня и лавка общества потребителей. В административном отношении Панфилово являлось центром сельсовета Барнаульского района Барнаульского округа Сибирского края.

## География
Село находится в центральной части Алтайского края, в лесостепной зоне, в пределах северо-восточной части Приобского плато, на расстоянии примерно 28 километров (по прямой) к северо-северо-западу (NNW) от села Калманка, административного центра района. Абсолютная высота — 204 метра над уровнем моря.

Климат умеренный, резко континентальный. Средняя температура января составляет −17,7 °C, июля — +19,6 °C. Годовое количество атмосферных осадков — 350—400 мм.

## Население
| 1997 | 1998 | 1999 | 2000 | 2001 | 2002 | 2003 |
| ---- | ---- | ---- | ---- | ---- | ---- | ---- |
| 491  | ↗504 | ↗523 | ↘519 | ↘492 | ↘478 | ↗494 |
| 2004 | 2005 | 2006 | 2007 | 2008 | 2009 | 2010 |
| ↘472 | ↘420 | ↗426 | ↘413 | ↘391 | ↗412 | ↘349 |
| 2011 | 2012 | 2013 |      |      |      |      |
| ↘346 | ↘343 | ↘329 |      |      |      |      |

Согласно результатам переписи 2002 года, в национальной структуре населения русские составляли 91 %.

## Инфраструктура
В селе функционируют начальная общеобразовательная школа, дом культуры и библиотека.

## Улицы
Уличная сеть села состоит из шести улиц.